# Toño Ramírez
Antonio "Toño" Ramírez Martínez (23 de noviembre de 1986 en Logroño, La Rioja) es un futbolista español que juega de guardameta en el Náxara Club Deportivo de la Segunda División RFEF.

## Trayectoria
Toño Ramírez se formó en el Valvanera CD, club de fútbol base de la ciudad de Logroño, que está convenido con la Real Sociedad. En 2005 se integró en la Real Sociedad B, tras jugar una temporada en el UPV de categoría regional, entonces también convenido con la Real.
Ramírez jugó durante 4 temporadas consecutivas en la Real Sociedad B. En ninguna de esas 4 temporadas fue el portero más utilizado. Mikel Saizar en la temporada 2005/06, Ximun Duhour en la 2006/07, Eñaut Zubikarai en la 2007/08 y Urtzi Iturrioz en la 2008/09 jugaron más minutos que Ramírez, pero el riojano siempre disputó un número significativo de partidos cada temporada.
Durante la temporada 2008/09 fue convocado en varias ocasiones con el primer equipo debido a la ausencia de Claudio Bravo en varios partidos, convocado por su selección. Debutó con la Real Sociedad en partido de Segunda División el 14 de junio de 2009, frente al Levante. Sustituyó durante ese encuentro a Eñaut Zubikarai, que fue expulsado durante el transcurso del partido. A causa de la sanción de Zubikarai jugó también el siguiente partido, que fue también el último de esa temporada.
En la temporada 2009-10, La Real Sociedad tenía un excesivo número de porteros (Bravo, Zubikarai y Riesgo), mientras que la Real Sociedad B había descendido a Tercera División. Por eso la Real Sociedad decidió ceder a Ramírez al CD Tenerife, que se reservó derecho de compra sobre Ramírez y que lo encuadró en su filial, el Tenerife B, de Segunda División B. Durante la temporada 2009-10, Ramírez fue titular en el Tenerife B, que acabó descendiendo. Por otro lado, debido a lesiones del portero suplente del primer equipo (Luis García) Ramírez fue requerido para algunas convocatorias del CD Tenerife en Primera División. El 3 de abril de 2010 fue convocado en un partido de primera división, como portero suplente de Sergio Aragoneses.
En la temporada 2010-11 Ramírez fue el tercer portero de la Real Sociedad, cuyo primer equipo y filial habían logrado el ascenso. Ramírez jugó habitualmente en el filial en Segunda B.
Durante la temporada 2011-12 Ramírez fue ascendido a la primera plantilla, donde siguió siendo el tercer portero del equipo. En el torneo de Liga se turnó con Zubikarai en las convocatorias para cubrir la plaza de suplente de Claudio Bravo, siendo habitualmente Zubikarai el suplente en los partidos de casa y Ramírez en los de fuera. En Copa del Rey Bravo descansó, Zubikarai fue el titular y Ramírez ejerció como suplente. En total Ramírez fue convocado para 18 partidos de Liga y 4 de Copa pero no llegó a debutar. Al expirar sucontrato y no ser renovado fue confirmada su baja.
En julio de 2012, el Club Deportivo Guadalajara anunció su contratación para una temporada. En Guadalajara, Ramírez comenzó la temporada como titular peroRazak, llegado en diciembre, le arrebató la titularidad a Ramírez. 
El 16 de agosto de 2013 se anunció el fichaje por una temporada de Ramírez por la Cultural y Deportiva Leonesa de la Segunda B. Ramírez fue el portero titular de la Leonesa durante la temporada 2013-14 encajando solo 35 goles en 31 partidos. La Leonesa consiguió la permanenecia en la categoría. 
Aunque la Leonesa le hizo una oferta de renovación, Toño prefirió aceptar una oferta del AEK Larnaca de la Primera División de Chipre. Durante sus dos temporadas en Chipre, Ramírez fue titular habitual en el AEK, donde sumó un total de 56 partidos en liga, además de debutar en competición europea, jugando en una eliminatoria previa de la Europa League. 

### Segunda etapa en la Real Sociedad
El 22 de junio de 2016, tras dos temporadas en AEK Larnaca, se hizo oficial su vuelta a la Real Sociedad fichando por dos temporadas por su exequipo, con el rol de suplente de Gerónimo Rulli. Tras un primer año sin jugar el 26 de octubre de 2017 pudo jugar con la Real Sociedad en el partido de dieciseisavos de la Copa del Rey ante la UE Lleida. Ramírez también fue titular en la vuelta, en la que la Real Sociedad cayó eliminada.
A principios de enero de 2018, la Real amplió el contrato de Ramírez por una temporada más, hasta junio de 2019,. El 27 de enero de 2018 Ramírez debutó en la Primera División de España ante el Villarreal C. F. en el Estadio de la Cerámica en la jornada 21 de Liga.  Rulli recuperó la titularidad de nuevo, hasta que un mes después se lesionó durante el partido de vuelta de la eliminatoria de  Europa League ante el Red Bull Salzburgo. Ramírez jugó el último cuarto de hora de ese partido, ya con la eliminatoria en desventaja para la Real y su equipo fue eliminado de la competición europea. Tres días más tarde, por la ausencia de Rulli por lesión, Ramírez volvió a ser titular en liga, en la jornada 25 ante el Valencia C. F. en Mestalla. Tras esa derrota y ante la perspectiva de que Rulli tardaría todavía unos dos meses en volver, la Real fichó de urgencia a Miguel Ángel Moyá que debutó en la siguiente jornada sin haber llegado a entrenar y se hizo con la titularidad en la portería, evidenciando que el club había perdido la confianza en Ramírez. 
A pesar de esto Ramírez jugaría todavía otros dos partidos más de liga esa temporada, al lesionarse también Moyá en la jornada 31 ante el Girona. Este hecho, y el que Rulli estuviera todavía convaleciente de su lesión, propiciaron que  Ramírez jugará en la segunda parte de este encuentro y también en la siguiente jornada de Liga ante Las Palmas.
Al finalizar la temporada Ramírez negoció con la Real una rescisión de su contrato.  Tras obtener la rescisión de su contrato fichó de nuevo por el AEK Larnaca de Chipre.
En la temporada 2021-22, firma por el Racing Rioja C. F. de la Segunda División RFEF.

## Estadísticas
| Temporada           | Club                   | Categoría                  | Liga  | Liga  | Copa  | Copa  | Europa | Europa | Total | Total |
| Temporada           | Club                   | Categoría                  | Part. | Goles | Part. | Goles | Part.  | Goles  | Part. | Goles |
| ------------------- | ---------------------- | -------------------------- | ----- | ----- | ----- | ----- | ------ | ------ | ----- | ----- |
| 2004/05             | UPV                    | Categoría Regional         | ¿?    | (¿?   | -     | -     | -      | -      | ¿?    | ¿?    |
| 2005/06             | Real Sociedad B        | Segunda División B         | 9     | (-8)  | -     | -     | -      | -      | 9     | (-8)  |
| 2006/07             | Real Sociedad B        | Segunda División B         | 16    | (-18) | -     | -     | -      | -      | 16    | (-18) |
| 2007/08             | Real Sociedad B        | Segunda División B         | 14    | (-11) | -     | -     | -      | -      | 14    | (-11) |
| 2008/09             | Real Sociedad B        | Segunda División B         | 17    | (-23) | -     | -     | -      | -      | 17    | (-23) |
| 2008/09             | Real Sociedad          | Segunda División           | 2     | (-1)  | 0     | (0)   | -      | -      | 2     | (-1)  |
| 2009/10             | CD Tenerife B (cedido) | Segunda División B         | 34    | (-47) | -     | -     | -      | -      | 34    | (-47) |
| 2009/10             | CD Tenerife (cedido)   | Primera División           | 0     | (0)   | 0     | (0)   | -      | -      | 0     | (0)   |
| 2010/11             | Real Sociedad B        | Segunda División B         | 26    | (-31) | -     | -     | -      | -      | 26    | (-31) |
| 2011/12             | Real Sociedad          | Primera División           | 0     | (0)   | 0     | (0)   | -      | -      | 0     | (0)   |
| 2012/13             | CD Guadalajara         | Segunda División           | 16    | (-26) | 0     | (0)   | -      | -      | 0     | (0)   |
| 2013/14             | Cultural Leonesa       | Segunda División B         | 31    | (-35) | -     | -     | -      | -      | 31    | (-35) |
| 2014/15             | AEK Larnaca            | Primera División de Chipre | 24    | (-22) | -     | -     | -      | -      | 24    | (-22) |
| 2015/16             | AEK Larnaca            | Primera División de Chipre | 32    | (-26) | -     | -     | 2      | (-4)   | 34    | (-30) |
| 2016/17             | Real Sociedad          | Primera División           | 0     | (0)   | 0     | (0)   | -      | -      | 0     | (0)   |
| 2017/18             | Real Sociedad          | Primera División           | 4     | (-6)  | 2     | (-3)  | 1      | (0)    | 7     | (9)   |
| Total Real Sociedad | Total Real Sociedad    | Total Real Sociedad        | 6     | (-7)  | 2     | (-3)  | 1      | (0)    | 9     | (-10) |

- Actualizado a 23 de julio de 2018.